# ソウル'69
『ソウル’69』（Soul ’69）は、アメリカの歌手アレサ・フランクリンの通算14枚目のアルバム。1969年にアトランティック・レコードからリリースされた同作は、カバー曲で構成されている。ビルボードのR&Bアルバム・チャートで1位、トップ・アルバム・チャートでは15位を記録したものの、ここからカットされた2枚のシングル「トラックス・オブ・マイ・ティアーズ」（R&Bチャート21位、ポップ・チャート71位）、及び「ジェントル・オン・マイ・マインド」（同50位、76位）はヒットとはならなかった。本作は1990年代になり、ライノ・レコードよりCDで再発されている。

## 評価
本作は、評論家には総じて高評価を得ている。音楽評論家のスタンリー・ブースは『ローリング・ストーン』誌において『ソウル’69』について「恐らく過去5年間に出たレコードの中では最高のもの」とし、「ビートルズがロックのルネッサンスの先頭に立って以来ポップ・ミュージック界が経験したことのない素晴らしさ」と解説している。高評価を得たにもかかわらず本作は闇に沈むこととなり、評論家のリッチー・アンターバーガーは「アレサ・フランクリンが1960年代にリリースしたアルバムの中で最も過小評価されている」としている。

## 収録曲
1. ランブリン "Ramblin'" (Big Maybelle) 3:10
2. トゥデイ・アイ・シング・ザ・ブルース "Today I Sing the Blues" (Curtis Reginald Lewis) 4:25
3. リヴァーズ・インヴィテイション "River's Invitation" (Percy Mayfield) 2:40
4. ピティフル "Pitiful" (Rose Marie McCoy, Charlie Singleton) 3:04
5. クレイジー・ヒー・コールズ・ミー "Crazy He Calls Me" (Bob Russell, Carl Sigman) 3:28
6. ブリング・イット・オン・ホーム・トゥ・ミー "Bring It On Home to Me" (Sam Cooke) 3:45
7. トラックス・オブ・マイ・ティアーズ "Tracks of My Tears" (Smokey Robinson, Pete Moore, Marv Tarplin) 2:56
8. イフ・ユー・ガッタ・メイク・ア・フール・オブ・サムバディ "If You Gotta Make a Fool of Somebody" (Rudy Clark) 3:08
9. ジェントル・オン・マイ・マインド "Gentle on My Mind" (John Hartford) 2:28
10. ソー・ロング "So Long" (Russ Morgan, Remus Harris, Irving Melsher) 4:36
11. アイル・ネヴァー・ビー・フリー "I'll Never Be Free" (Bennie Benjamin, George David Weiss) 4:15
12. 夢の蝶々 "Elusive Butterfly" (Bob Lind) 2:45

## 参加ミュージシャン
- アレサ・フランクリン (Aretha Franklin) – ボーカル、ピアノ (2,7,9)
- ジュニア・マンス (Junior Mance) – ピアノ (1, 3-6, 8-11)
- スプーナー・オールダム (Spooner Oldham) – オルガン (2,7)
- ジョー・ザヴィヌル (Joe Zawinul) – オルガン (5)、ピアノ、フェンダー・ローズ (6,12)
- ケニー・バレル (Kenny Burrell) – ギター (1, 3-6, 8-11)
- ジミー・ジョンソン (Jimmy Johnson) – ギター (2,7)
- ロン・カーター (Ron Carter) – ベース (1, 3-6, 8-12)
- ジェリー・ジェモット (Jerry Jemmott) – ベース (2,7)
- トミー・コグビル (Tommy Cogbill) – ベース (2,7)
- ブルーノ・カー (Bruno Carr) – ドラムス (1, 3-6, 8,9, 12)
- ロジャー・ホーキンズ (Roger Hawkins) – ドラムス (2,7)
- グレイディ・テイト (Grady Tate) – ドラムス (10,11)
- ジャック・ジェニングス (Jack Jennings) – ヴィブラフォン (5,7,9,12)
- ルイ・ゴイクデチャ (Louie Goicdecha) – パーカッション (5,7,12)
- マニュエル・ゴンサレス (Manuel Gonzales) – パーカッション (5,7,12)
- デイヴィッド・ニューマン (David Newman) – テナー・サクソフォーン、フルート
- キング・カーティス (King Curtis) – テナー・サクソフォーン
- セルダン・パウエル (Seldon Powell) – テナー・サクソフォーン
- ジョージ・ドーシー (George Dorsey) – アルト・サクソフォーン
- フランク・ウェス (Frank Wess) – アルト・サクソフォーン
- ペッパー・アダムス (Pepper Adams) – バリトン・サクソフォーン
- ジョー・ニューマン (Joe Newman)、バーニー・グロウ (Bernie Glow)、リチャード・ウィリアムズ (Richard Williams)、スヌーキー・ヤング (Snooky Young)、アーニー・ロイヤル (Ernie Royal) – トランペット
- ジミー・クリーブランド (Jimmy Cleveland)、アービー・グリーン (Urbie Green)、ベニー・パウエル (Benny Powell)、トーマス・ミッチェル (Thomas Mitchell) – トロンボーン
- エヴリン・グリーン (Evelyn Greene)、ワイリン・アイヴィ (Wyline Ivy) - バック・ボーカル
- ジェリー・ウェクスラー (Jerry Wexler)、トム・ダウド (Tom Dowd) - プロデューサー
- アリフ・マーディン (Arif Mardin) – 編曲